# アラムMP3
アラムMP3（アルメニア語: Արամ Mp3 / Aram Mp3 / Арам Mp3）、本名:アラム・サルグシャンもしくはアラム・サルキシャン（Արամ Սարգսյան / Aram Sargsyan / Арам Саркисян、1984年4月5日 - ）は、アルメニアのシンガーソングライター、コメディアン、テレビ司会者、俳優である。2014年5月にデンマーク・コペンハーゲンで開催されるユーロビジョン・ソング・コンテスト2014に、アルメニア代表として出場する。

## 来歴
アラム・サルキシャンはソビエト社会主義共和国連邦・アルメニア・ソビエト社会主義共和国のエレバンに生まれ、エレバン国立医科大学を2006年に卒業する。在学中、当初アルメニアの大学生として、そして後にはアルメニア人チーム「アララト」の一員としてロシアのコメディ番組「KVN」に出演する。
2006年、数人のコメディアンとともにコメディ番組「32アタム（32本の歯）」に出演するようになる。番組中、様々なヒット曲をコミカルにカバーして歌い、音声ファイルフォーマット「MP3」の名前をとって「アラムMP3」と呼ばれるようになる。2007年、アルメニア国営放送・アルメニア1の番組「2 Astgher」で優勝する。
この頃、ジャズやブルースのクラブでライブ・パフォーマンスをしたり、歌曲を録音しビデオ・クリップを撮影したりといった音楽活動を始める。また「Xファクター」や「ハイ・スーパースター」、「My Name Is」、「Power Of 10」などの音楽タレント番組の司会を務める。2010年、友人らとともにコメディアン・ユニット「ビタミン・クラブ」を結成、アルメニアTVの番組に多数出演する。
2013年12月31日、アルメニア国営放送・アルメニア1によりユーロビジョン・ソング・コンテスト2014のアルメニア代表に選出されたことが明らかになった。2014年5月にデンマークのコペンハーゲンで開催される同大会では「Not Alone」を歌う。

## 私生活
2008年4月に結婚し、2011年6月に第一子が生まれる。

## ディスコグラフィー

### シングル
- "Shine" (2013)
- "If I Tried" (2013)
- "Just Go On" (2013)
- "Not Alone" (2014)

## 受賞歴
| 年     | 授賞者          | 賞                      | 対象 | 結果 |
| ------ | --------------- | ----------------------- | ---- | ---- |
| 2010年 | Luxury Magazine | Year's Advertising Face |      | 受賞 |